# Baltazaria tribax
Baltazaria tribax är en stekelart som först beskrevs av Tosquinet 1903.  Baltazaria tribax ingår i släktet Baltazaria och familjen brokparasitsteklar. Inga underarter finns listade.